# Serafim (Lopuchov)
Serafim (světským jménem: Alexej Semenovič Lopuchov; * 21. září 1982, Moskva) je ruský duchovní Ruské pravoslavné církve a biskup jejský a timaševský.

## Život
Narodil se 21. září 1982 v Moskvě.
Návštěvoval Moskevskou automobilovou školu, kde získal specializaci technika ochrany životního prostředí. Poté studoval na Akademii státní požární služby. Pracoval v tomto oboru.
Roku 2010 nastoupil na Pěrervinský duchovní seminář, který dokončil roku 2015. Dne 3. dubna 2016 byl postřižen na monacha se jménem Serafim na počest svatého Serafima Sarovského. Dne 11. prosince jej metropolita ivanovo-vozněsenský Iosif (Makedonov) rukopoložil na jerodiákona. Absolvoval studium Moskevské duchovní akademie a Ivanovské státní univerzity.
Stal se monachem Uspenského monastýru v Ivanovu a přednášel na Ivanovo-Vozněsenském duchovním semináři, kde vykonával také funkci asistenta prorektora. Dne 24. června 2018 přijal kněžské svěcení. Následující měsíc se stal ekonomem monastýru a později jeho blagočinným. Roku 2019 byl jmenován prorektorem semináře.
Dne 22. dubna 2021 byl ustanoven sekretářem disciplinární komise a 5. dubna 2022 předsedou této komise. Působil jako vedoucí katedry teologie a první prorektor semináře.
Dne 24. října 2024 jej Svatý synod zvolil biskupem jejským a timaševským. Dne 4. listopadu byl povýšen na archimandritu a biskupská chirotonie proběhla 8. prosince v den posvěcení chrámu Životodárné Trojice v Čertanově (Moskva). Hlavním světitelem byl patriarcha moskevský a celé Rusi Kirill.